# كالاماريا
كالاماريا : (باليونانية: Καλαμαριά)، (بالإنجليزية:Kalamaria)، مدينة يونانية، ومركز لبلدية تقع في شمال البلاد ضمن مقاطعة سالونيك، التابعة لمنطقة (إقليم) مقدونيا الوسطى الإدارية، وهي أكبر وأكثر ضواحي سالونيك ازدهاراً.

## الموقع، السكان والتسمية
تقع المدينة على ساحل الخليج الثيرمي، أحد تفرعات بحر إيجة الشمالية. وتعتبر كالاماريا إحدى ضواحي سالونيك، بحيث تبعد عنها مسافة 6 كيلومتر من جهة الجنوب.
بلغ عدد سكانها حسب إحصائيات عام 2001 حوالي 88 ألف نسمة وبالتالي تكون أكبر ضواحي سالونيك سكاناً، وثاني أكبر مدينة في منطقة (إقليم) مقدونيا الوسطى الإدارية وأيضاً ثاني أكبر مدينة في كل مقدونيا وتاسع أكبر مدينة في اليونان. 
استخدم اسم كالاماريا لأول مرة عام 1083 م. للدلالة على الأراضي التي تقع إلى الجنوب الشرقي من سالونيك على طول الخليج الثيرمي والتي كانت وقتئذٍ عبارة عن منطقة غير مأهولة.

## التاريخ
وجدت ضمن كالاماريا آثار لاستيطان بشري منذ عصور ما قبل التاريخ وخاصة في منطقة رأس كارابورناكي (Karabournaki).
لا يوجد ما يشير إلى وجود مستوطنات بعد ذلك خلال الفترات الكلاسيكية، البيزنطية أو العثمانية. في الوقت الذي كان يستخدم فيه اسم كالاماريا للدلالة على نفس المنطقة التي تقوم عليها المدينة الحالية.
أنشئت كالاماريا الحالية في عشرينيات القرن العشرين على إثر الحرب اليونانية-التركية وسياسات التطهير العرقي التي نتجت عنها، حيث وصل في ذلك الوقت حوالي 100 ألف مهجّر يوناني من آسيا الصغرى وَ جورجيا إلى منطقة سالونيكي وقد استقر هؤلاء في المناطق المحيطة بهذه المدينة، وقد كانت كالاماريا محط استقرار مهجّري جبال الـبونتس التي تقع حالياً في تركيا.
كانت كالاماريا حتى العام 1943 تابعة لبلدية سالونيك، ثم أصبحت منذ ذلك الوقت بلدية مستقلة بحد ذاتها. شهدت بين عامي 1980 وَ 2000 نمواً سكانياً كبيراً نظراً لانتقال السكان من المناطق الريفية إلى المناطق المدينية.

## متفرقات
- تتألف كالاماريا من مناطق سكنية ووسط تجاري مزدهر، وتعتبر أعلى ضواحي سالونيك بمستوى المعيشة.

- تمتلك المدينة موقعاً جغرافياً مميزاً إذ أن ثلثا المدينة محاطة بالبحر، الأمر الذي جعلها مركزاً للسياحة الترفيهية في منطقة سالونيك الكبرى.
- أهم نادي كرة قدم في المدينة هو أبوللون كالامارياس والذي يلعب في الدوري اليوناني – الدرجة الأولى للموسم 2007-2008.
- توجد فيها أكبر مارينا في شمال اليونان.